# Свежава
Свежа́ва (пол. Świerzawa, нім. Schönau an der Katzbach) — місто в південно-західній Польщі, в долині річки Качава.
Належить до Злоторийського повіту Нижньосілезького воєводства.

## Демографія
Демографічна структура станом на 31 березня 2011 року:
|          | Загалом | Допрацездатний вік | Працездатний вік | Постпрацездатний вік |
| -------- | ------- | ------------------ | ---------------- | -------------------- |
| Чоловіки | 1168    | 194                | 882              | 92                   |
| Жінки    | 1260    | 197                | 794              | 269                  |
| Разом    | 2428    | 391                | 1676             | 361                  |